# Українка (Білогірський район)
Украї́нка (до 1948 року — Тубенкой; Тобенкой; крим. Töbenkӧy; у 1948—2012 — Українське) — село в Україні, у Білогірському районі Автономної Республіки Крим. Підпорядковане Зуйській селищній раді. Населення за переписом 2001 року становить 96 осіб.

## Географія
Невелике село Українка знаходиться на північному заході району. Розташоване в степовій зоні Криму, в долині Зуї, на обох берегах річки. Висота над рівнем моря — 171 м. Сусідні села: Володимирівка — приблизно за 1,2 км вище по долині і Новожилівка — за 3,5 км на північний захід. Відстань до райцентру — близько 32 кілометрів, відстань до залізничної станції Прольотна — близько 18 км.

## Історія
Перша документальна згадка про село зустрічається в Камеральному Описі Криму … 1784, судячи з якого, в останній період Кримського ханства «Казі Аскер Кесек» входив в Зуйський кадилик Акмечетського каймакамства.
Після приєднання Криму до Російської імперії 8 лютого 1784 року, село було приписане до Сімферопольському повіту Таврійської області.
За переписом 1805 року в селі Казіаскер налічувалося 20 дворів і 106 жителів, виключно кримських татар. В 1860-х роках, після земської реформи Олександра II, поселення приписали до Зуйської волості.

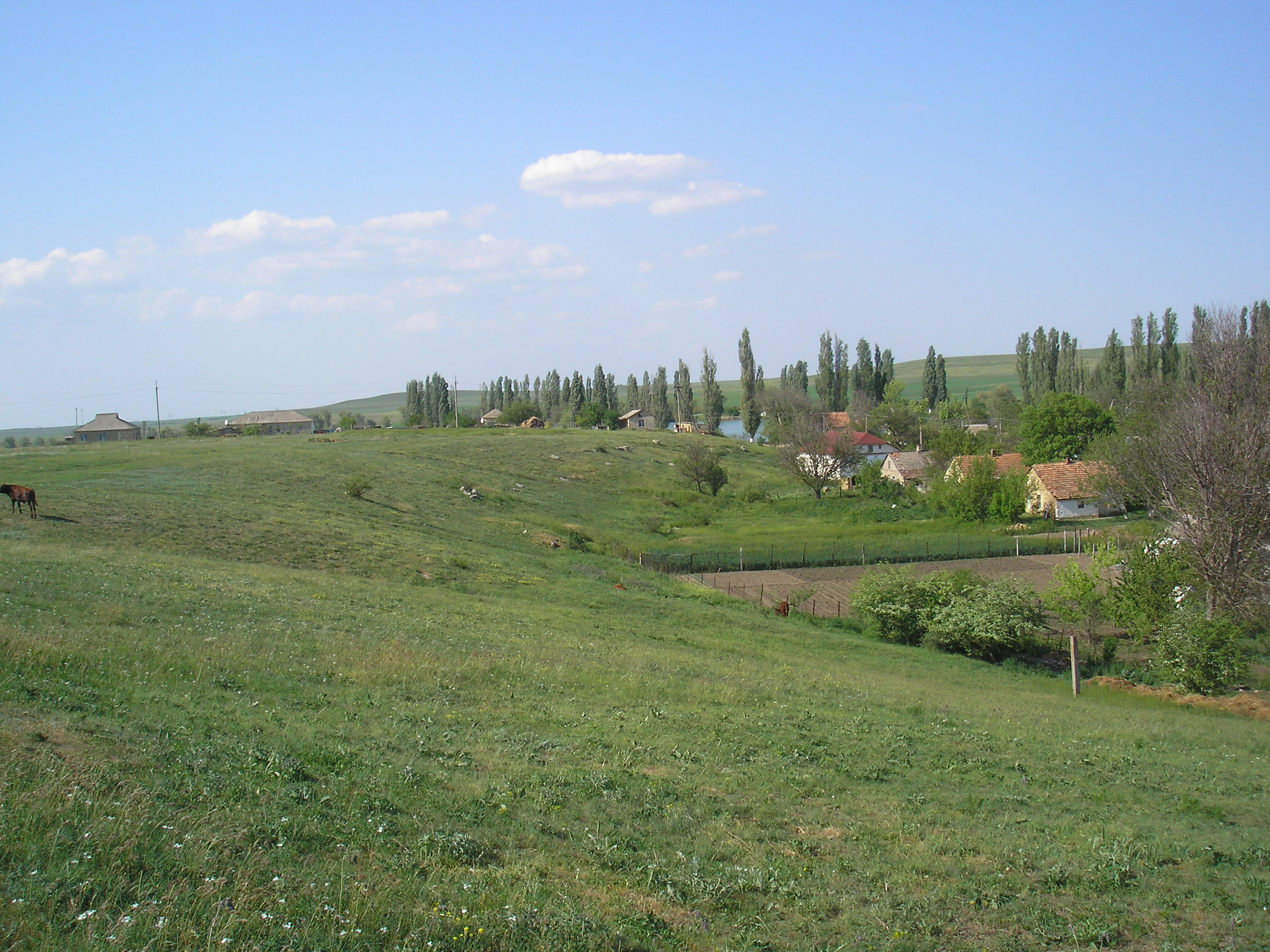

Після встановлення в Криму Радянської влади, за постановою Кримревкома від 8 січня 1921 року була скасована волосна система і село включили до складу новоствореного Сарабузського району Сімферопольського повіту, а в 1922 році повіти отримали назву округів. 11 жовтня 1923 року, згідно з постановою ВЦВК, в адміністративний поділ Кримської АРСР були внесені зміни, в результаті яких був ліквідований Сарабузський район, утворений Сімферопольський і село включили до його складу.
Незабаром після звільнення Криму, згідно з Постановою ДКО № 5859 від 11 травня 1944 року, всі кримські татари були депортовані в Центральну Азію. А вже 12 серпня 1944 року було прийнято постанову № ГОКО-6372с «Про переселення колгоспників в райони Криму», за яким в Карасубазарський район з Тамбовської області переселялося 6000 осіб.
Указом Президії Верховної Ради РРФСР, від 18 травня 1948 року, Тубенкой було перейменовано в Українське.
Після ліквідації в 1959 році Зуйського району, село включили до складу Білогірського району.